# Марасинова, Людмила Михайловна
Людми́ла Миха́йловна Мараси́нова ( 10 октября 1936, Рыбинск — 23 июня 2001, там же) — советский и российский историк, кандидат исторических наук (1966). Стояла у истоков рыбинского краеведения, в 1977—1984 годы возглавляла Рыбинское городское отделение ВООПИиК. Просветитель, публицист, поэтесса, общественный деятель. Почетный гражданин города Рыбинск (1986).

## Биография
Родилась в Рыбинске в семье служащего. В 1941 году уехала вместе с матерью в эвакуацию в Уфу, куда переместился в то время моторостроительный завод.
Окончив в 1954 году школу № 2 города Рыбинска с золотой медалью, Марасинова стала студенткой, а затем и аспиранткой исторического факультета Московского Государственного университета.
В 1966 году защитила кандидатскую диссертацию по теме «Новые псковские грамоты XIV—XV веков», в которой открыла новые источники по истории Пскова. Открытие ею до той поры неизвестных псковских грамот стало сенсацией и примером для поисков и изучения новых документов эпохи. Исследования, сделанные Марасиновой, сразу стали известны в научном мире: ею гордился её научный руководитель A. M. Сахаров, восхищался А. А. Зимин, а в датировке грамот ей помогал В. Л. Янин своим сфрагистическим материалом и консультациями. Она неоднократно посещала Псков: работала в Псковском музее и ГАПО, выезжала к местам, упомянутым в открытых ею документах, участвовала в археологических раскопках в Пскове в 1967 и 1969.
В 1966 году вернулась в Рыбинск, где начала работать в Рыбинском авиационном институте, преподавая историю КПСС. Здесь она стала серьёзно заниматься историей и культурой родного края и среди коллег и студентов нашла большое число сподвижников. Сохранение, изучение, возрождение, приумножение природно-культурного наследия стало приоритетом её научных интересов. Проекты и программы Марасиновой порой поражали своей глобальностью, но при этом они всегда были привязаны к Рыбинскому краю.
С 1977 по 1984 год Марасинова возглавляла Рыбинское городское отделение ВООПИиК и приложила много усилий по сохранению и популяризации памятников Рыбинска. По её инициативе был восстановлен Костёл Святейшего Сердца Иисуса в Рыбинске — уникальный памятник архитектуры на Верхней Волге. Она взяла на себя инициативу проведения археологических исследований, результатом которых стало открытие памятника археологии с раннеславянским поселением «Усть-Шексна».
В 1986 году она составила записку в Министерство культуры СССР, на основании которой был подписан приказ о включении Рыбинска в число исторических городов союзного значения.
Стояла у истоков создания Центра дополнительного образования (РНИЦ) «Молодые таланты», открытого в 1991 году в Рыбинске.
Перечень программ, инициатором которых была Людмила Михайловна, велик. Самые известные из них: «Исторический город», «Возрождение русской усадьбы», «Побережье», «Остров», «Чистая вода», «Колокша», «Русская икона». Десятки публикаций сделали Марасинову просветителем, публицистом, общественным деятелем.
Почетный гражданин города Рыбинска с 1986 года.
Людмила Михайловна также была поэтессой, хотя сама ею себя не считала. Большинство стихотворений было посвящено истории и культуре Рыбинска. Автор сборников стихов «Мой Рыбинск» (1990), «Моим землякам» (2001).
Скончалась 23 июня 2001 года. Похоронена на кладбище при церкви Покрова Богородицы близ Рыбинска.
В октябре 2001 года имя Л. М. Марасиновой было присвоено гимназии № 8 в микрорайоне Волжский г. Рыбинска.

## Семья
Дочь: Елена Нигметовна Марасинова (1962 г. рожд.) — доктор исторических наук, ведущий научный сотрудник Института российской истории РАН, профессор школы филологии Высшей школы экономики, автор книг «Психология элиты российского дворянства последней трети XVIII века» (1999), «Власть и личность: очерки русской истории XVIII века» (2008) и «"Закон" и "гражданин" в России второй половины XVIII века» (2017).